# 크립토클리두스
크립토클리두스 또는 크립토클레이두스(Cryptoclidus)는 중생대 쥐라기 후기에 서식했던 수장룡의 일종이다. 학명의 의미는 '숨겨진 목뼈'라는 의미를 가지고 있다. 몸 전체 길이는 약 4m 정도이다. 두개골은 가늘고 길며, 턱에 약 100여개의 길고 날카로운 이빨이 있다. 목은 길고 30개 정도의 목뼈로 구성되어 있다. 앞 지느러미는 유연한 구조이고, 뒷 지느러미는 앞 지느러미보다 길며 빠른 속도로 물 속을 이리저리 돌아다니며 먹이를 잡았다. 꼬리는 짧고, 꼬리쪽 지느러미는 없다. 낮은 해안에서 서식했고, 물고기나 갑각류, 암모나이트 및 오징어 등을 주로 잡아 먹었을 것으로 추정된다. 대부분의 화석이 영국, 프랑스북부, 러시아 및 남아메리카에서 발견되었다.
한편 스코틀랜드의 네스호에서 자주 목격되는 정체불명의 괴물이 크립토클리두스라는 얘기도 있다.
1. ↑  Brown, D. S. (1981). “The English Upper Jurassic Plesiosauridea (Reptilia) and a review of the phylogeny and classification of the Plesiosauria”. 《Bulletin of the British Museum of Natural History》 35 (4): 253–347.